# Glenea masakii
Glenea masakii är en skalbaggsart som beskrevs av Makihara 1978. Glenea masakii ingår i släktet Glenea och familjen långhorningar. Inga underarter finns listade i Catalogue of Life.